# Chapeau chinois (fumisterie)
Pour les articles homonymes, voir Chapeau chinois (homonymie).
 (mars 2023).
Si vous disposez d'ouvrages ou d'articles de référence ou si vous connaissez des sites web de qualité traitant du thème abordé ici, merci de compléter l'article en donnant les références utiles à sa vérifiabilité et en les liant à la section « Notes et références ».

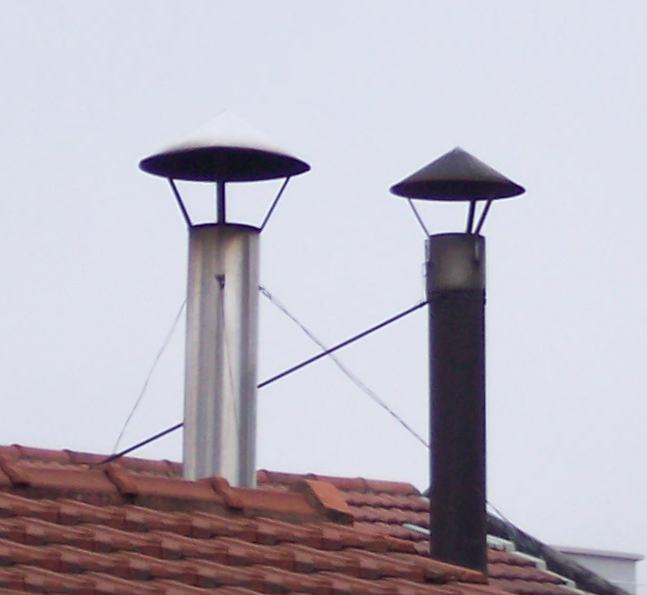
Deux chapeaux chinois sur un toit.

Le chapeau conique de protection, ou chapeau chinois, est une pièce de fumisterie placée au sommet d'un conduit de fumée exposé aux intempéries.
C'est un cône aplati qui tient son nom de sa similitude de forme avec le chapeau chinois traditionnel.
Il est destiné à préserver le conduit des intrusions diverses (pluie, neige, déjections d'oiseaux, ...) en maintenant la dispersion des gaz brûlés dans l'atmosphère.
Il est généralement découpé dans une feuille en acier inoxydable, zinc ou aluminium, lisse ou nervuré, d'un diamètre adapté à la cheminée. Des pattes de fixation le relient au système de connexion constitué d'un collier à vis ou d'un tube à emboiter.